# Jan Wypler
Jan Wypler (ur. 14 maja 1890 w Kochłowicach, zm. 24 grudnia 1965 w Katowicach) – poliglota, tłumacz literatury hinduskiej, chińskiej i japońskiej.
Pochodził z rodziny robotniczej. Ukończył gimnazjum w Bytomiu, następnie studiował filozofię, romanistykę, germanistykę, slawistykę i sanskryt na uniwersytetach we Wrocławiu i Kilonii. Podczas studiów tłumaczył na język niemiecki literaturę polską, m.in. utwory Leopolda Staffa, Władysława Orkana, Stefana Żeromskiego oraz Stanisława Wyspiańskiego. Ponadto przekładał na niemiecki także literaturę czeską i bułgarską.
W 1919 powrócił na Górny Śląsk i został nauczycielem w gimnazjum w Zabrzu. Współpracował z Polskim Komisariatem Plebiscytowym, zajmował się propagandą, pisywał także artykuły do czasopism dwujęzycznych oraz polskich, wydawanych po niemiecku. 
W latach 1922–1931 nauczał w gimnazjach w Katowicach i Mysłowicach. Zajmował się także heraldyką i genealogią, podczas to których badań odkrył dokumenty, dotyczące pobytu Jana III Sobieskiego na Śląsku. W 1937, za sprawą przyjaciela Domana Wielucha, wydawcy słownika polsko-chińskiego, zainteresował się sinologią. Szybko nauczywszy się biernie języka, rozpoczął działalność, tłumacząc chińską i japońską poezję, przysłowia, filozofię i literaturę. W 1939 wydał rozprawkę pt. Jak można łatwo nauczyć się po chińsku. 
Podczas II wojny światowej pozostał na Śląsku, nauczając na tajnych kompletach języków obcych. Po wojnie kontynuował działalność tłumacza. Był członkiem Związku Literatów Polskich. Po śmierci został pochowany na cmentarzu w rodzinnych Kochłowicach, a nad jego grobem przemawiał Wilhelm Szewczyk.

## Niektóre publikacje i tłumaczenia
- ...od ludzi daleko : wybrane wiersze poety Li Taj Po (1939)
- Błogi spokój : wybór wierszy z czasów dynastii Sung (1949)
- Już kwiaty śliwy w pełnym stoją rozkwicie : ze zbioru "Manjo-Szu" (1939)
- Małżonek nikczemny i inne opowiadania chińskie (1958)
- Pływamy przez życie jak we śnie : antologia wierszy (1936)
- Sobiesciana ze Śląska (1934)
- Stosunki prawno-małżeńskie szlachty pszczyńskiej od 16 do 18 wieku (1938)
- Wiersze chińskie (1948)